# Liste der Stolpersteine in Niederkassel
In der Liste der Stolpersteine in Niederkassel  enthält Stolpersteine, die im Rahmen des Projektes Stolpersteine des Künstlers Gunter Demnig in der Stadt Niederkassel in den Ortsteilen Rheidt und Mondorf bisher verlegt worden sind.

## Liste der Stolpersteine
| Person                   | Adresse                                      | Inschrift | Bild | weitere Informationen |
| ------------------------ | -------------------------------------------- | --- | ---- | --------------------- |
| Levy, Benno              | Mondorf (Niederkassel) Oberdorfstraße 23 ⊙   | Hier wohnte Benno Levy Jg. 1904 Flucht Holland Interniert Westerbork Deportiert 1942 Auschitz ermordet 28.2.1943                            |      |                       |
| Levy, Renate Rachel      | Mondorf (Niederkassel) Oberdorfstraße 23 ⊙   | Hier wohnte Renate Rachel Levy Jg. 1901 Interniert 1941 Lager Much Deportiert 1942 Theresienstadt ermordet für tot erklärt                  |      |                       |
| Levy, Mathilde           | Mondorf (Niederkassel) Oberdorfstraße 23 ⊙   | Hier wohnte Mathilde Levy Geb. Weinberg Jg. 1871 Interniert 1941 Lager Much Deportiert 1942 Theresienstadt ermordet 1944                    |      |                       |
| Levy, Erich              | Mondorf (Niederkassel) Oberdorfstraße 23 ⊙   | Hier wohnte Erich Levy Jg. 1906 Flucht 1938 USA überlebt                                                                                    |      |                       |
| Wolff, Bernhard          | Mondorf (Niederkassel) Oberdorfstraße 25 ⊙   | Hier wohnte Bernhard Wolff Jg. 1870 Interniert 1941 Lager Much Deportiert 1942 Theresienstadt Minsk ermordet                                |      |                       |
| Wolff, Sibilla           | Mondorf (Niederkassel) Oberdorfstraße 25 ⊙   | Hier wohnte Sibilla Wolff Geb. Levy Jg. 1871 Deportiert ermordet in Minsk                                                                   |      |                       |
| Wolff, Jakob             | Mondorf (Niederkassel) Oberdorfstraße 25 ⊙   | Hier wohnte Jakob Wolff Jg. 1902 Interniert 1941 Lager Much Deportiert 1942 Richtung Osten ermordet für tot erklärt                         |      |                       |
| Wolff, Markus            | Mondorf (Niederkassel) Oberdorfstraße 25 ⊙   | Hier wohnte Markus Wolff Jg. 1908 Flucht USA überlebt                                                                                       |      |                       |
| Carolina Wolff, Carolina | Mondorf (Niederkassel) Oberdorfstraße 25 ⊙   | Hier wohnte Carolina Wolff Jg. 1911 Deportiert Auschitz ermordet 1942                                                                       |      |                       |
| Richarz, Everhard Josef  | Mondorf (Niederkassel) Oberste Gasse 19 ⊙    | Hier wohnte Kaplan Everhard Josef Richarz Jg. 1904 verhaftet 1939 Gefängnis Klingelpütz Gefängnis Berlin-Moabit tot an Haftfolgen 13.2.1941 |      |                       |
| Wolff, Alfred            | Mondorf (Niederkassel) Provinzialstraße 1 ⊙  | Hier wohnte Alfred Wolff Jg. 1898 Flucht 1939 Holland Interniert Westerbork Lager Much Deportiert 1943 Sobibor ermordet 11.6.1943           |      |                       |
| Wolff, Paul Otto         | Mondorf (Niederkassel) Provinzialstraße 1 ⊙  | Hier wohnte Paul Otto Wolff Jg. 1931 Flucht 1939 Holland Interniert Westerbork Lager Much Deportiert 1943 Sobibor ermordet 11.6.1943        |      |                       |
| Wolff, Meta              | Mondorf (Niederkassel) Provinzialstraße 1 ⊙  | Hier wohnte Meta Wolff Geb. Gans Jg. 1901 Flucht 1939 Holland Interniert Westerbork Lager Much Deportiert 1943 Sobibor ermordet 11.6.1943   |      |                       |
| Levy, Isidor             | Mondorf (Niederkassel) Provinzialstraße 60 ⊙ | Hier wohnte Isidor Levy Jg. 1897 Interniert 1941 Lager Much Deportiert 1942 Richtung Osten Majdanek ermordet 11.8.1944                      |      |                       |
| Levy, Mathilde           | Mondorf (Niederkassel) Provinzialstraße 60 ⊙ | Hier wohnte Mathilde Levy Geb. Heumann Jg. 1867 Interniert 1941 Lager Much Deportiert 1942 Theresienstadt ermordet 1942                     |      |                       |
| Levy, Bernhard           | Mondorf (Niederkassel) Provinzialstraße 60 ⊙ | Hier wohnte Bernhard Levy Jg. 1864 Interniert 1941 Lager Much Deportiert 1942 Theresienstadt ermordet 20.12.1942                            |      |                       |
| Levy, Ernestine          | Mondorf (Niederkassel) Provinzialstraße 60 ⊙ | Hier wohnte Ernestine Levy Jg. 1901 Interniert 1941 Lager Much Deportiert 1942 Richtung Osten ermordet für tot erklärt                      |      |                       |
| Levy, Ernst              | Mondorf (Niederkassel) Provinzialstraße 60 ⊙ | Hier wohnte Ernst Levy Jg. 1914 Flucht 1938 USA überlebt                                                                                    |      |                       |
| Wolff, Henriette         | Mondorf (Niederkassel) Unterdorfstraße 1 ⊙   | Hier wohnte Henriette Wolff Geb. Cahn Jg. 1865 Flucht 1939 Holland Deportiert 1943 Sobibor ermordet 11.7.1943                               |      |                       |
| Schmitz, Emil            | Rheidt (Niederkassel) Bahnhofstraße 65 ⊙     | Hier wohnte Emil Schmitz Jg. 1883 Deportiert 1941 Riga ermordet für tot erklärt                                                             |      |                       |
| Schmitz, Helene          | Rheidt (Niederkassel) Bahnhofstraße 65 ⊙     | Hier wohnte Helene Schmitz Geb. Landau Jg. 1890 Deportiert 1941 Riga ermordet für tot erklärt                                               |      |                       |
| Schmitz, Hilde           | Rheidt (Niederkassel) Bahnhofstraße 65 ⊙     | Hier wohnte Hilde Schmitz Jg. 1918 Flucht 1941 Riga Flucht Holland \|Interniert Westerbork ermordet 1942 in Auschwitz                       |      |                       |
| Schmitz, Walter          | Rheidt (Niederkassel) Bahnhofstraße 65 ⊙     | Hier wohnte Walter Schmitz Jg. 1923 Deportiert 1941 Riga 11 weitere KZ überlebt                                                             |      |                       |
| Frenkel, Marianne        | Rheidt (Niederkassel) Marktstraße 11 ⊙       | Hier wohnte Marianne Frenkel Geb. Cossmann Jg. 1864 Deportiert Theresienstadt ermordet für tot erklärt                                      |      |                       |
| Frenkel, Julius          | Rheidt (Niederkassel) Marktstraße 11 ⊙       | Hier wohnte Julius Frenkel Jg. 1900 Deportiert ermordet in Minsk                                                                            |      |                       |
| Frenkel, Karl            | Rheidt (Niederkassel) Marktstraße 11 ⊙       | Hier wohnte Karl Frenkel Jg. 1901 Deportiert Theresienstadt ermordet für tot erklärt                                                        |      |                       |
| Frenkel, Selma           | Rheidt (Niederkassel) Marktstraße 11 ⊙       | Hier wohnte Selma Frenkel Jg. 1902 Flucht Belgien versteckt überlebt                                                                        |      |                       |
| Frenkel, Selma           | Rheidt (Niederkassel) Marktstraße 11 ⊙       | Hier wohnte Selma Frenkel Geb. Kaufmann Jg. 1904 Deportiert Theresienstadt ermordet für tot erklärt                                         |      |                       |
| Frenkel, Mathilde        | Rheidt (Niederkassel) Marktstraße 11 ⊙       | Hier wohnte Mathilde Frenkel Jg. 1906 Deportiert Theresienstadt ermordet für tot erklärt                                                    |      |                       |
| Frenkel, Rosa            | Rheidt (Niederkassel) Marktstraße 11 ⊙       | Hier wohnte Rosa Frenkel Geb. Wolff Jg. 1903 Deportiert ermordet in Minsk                                                                   |      |                       |
| Gottschalk, Siegfried    | Rheidt (Niederkassel) Oberstraße 13 ⊙        | Hier wohnte Siegfried Gottschalk Jg. 1901 Flucht Holland versteckt überlebt                                                                 |      |                       |
| Gottschalk, Julie        | Rheidt (Niederkassel) Oberstraße 13 ⊙        | Hier wohnte Julie Gottschalk Geb. Stolz Jg. 1870 Deportiert 1942 Theresienstadt tot 9.2.1943                                                |      |                       |
| Gottschalk, Ludwig       | Rheidt (Niederkassel) Oberstraße 13 ⊙        | Hier wohnte Ludwig Gottschalk Jg. 1902 Flucht Holland USA überlebt                                                                          |      |                       |
| Gottschalk, Johanna      | Rheidt (Niederkassel) Oberstraße 13 ⊙        | Hier wohnte Johanna Gottschalk Jg. 1903 in Krefeld versteckt überlebt                                                                       |      |                       |
| Stern, Karola            | Mondorf (Niederkassel) Oberstraße 15 ⊙       | Hier wohnte Karola Stern Jg. 1925 verhaftet 1944 Fort V / Köln-Müngersdorf 1944 geflohen versteckt überlebt                                 |      |                       |